# Steniatyn-Kolonia
Steniatyn-Kolonia – kolonia w Polsce położona w województwie lubelskim, w powiecie tomaszowskim, w gminie Łaszczów.
| SIMC    | Nazwa         | Rodzaj        |
| ------- | ------------- | ------------- |
| 0894144 | Czteropolówka | część kolonii |
| 0894150 | Sachalin      | część kolonii |
| 0894167 | Wirla         | część kolonii |

W latach 1975–1998 miejscowość administracyjnie należała do województwa zamojskiego.
Kolonia wchodzi w skład sołectwa w Steniatyn. Według Narodowego Spisu Powszechnego z roku 2011 wieś liczyła 186 mieszkańców.
Wierni Kościoła rzymskokatolickiego należą do parafii Świętych Apostołów Piotra i Pawła w Łaszczowie.